# Emo

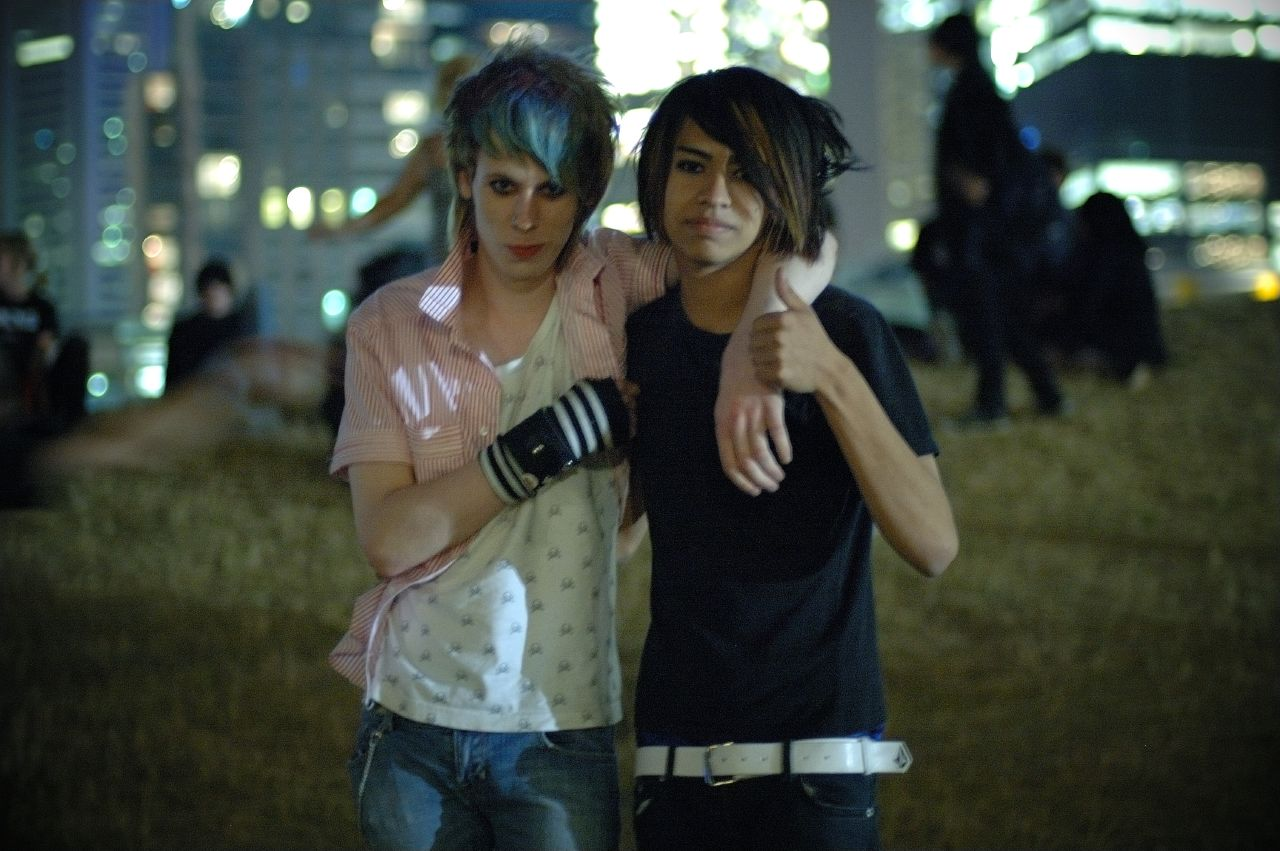
Teenageři představující styl emo

Emo (zkratka výrazu „emoce“ – ale z anglického „emotions“) je americký slangový výraz označující subkulturu, která je definována punkově orientovanou módou a emo hudebním stylem. Její příslušníci si často libují v ponuré romantice, melancholii a důrazu na vlastní prožitky, odehrávající se v jejich vnitřním světě. Někteří vyznavači jsou okouzleni temnotou a samotou. EMO získalo na popularitě v první dekádě 21. století.

## Význam výrazuemoa jeho používání
Slovo emo je používáno ve více významech, bývá např. užíváno k označení depresivních pocitů, pro přehnané melodrama či ublíženost.
Emo bývá médii prezentováno ve spojení s sebepoškozováním a sebevraždami, náklonností ke smrti a temnotě a vášnivé lásce k Emo, Screamo, MetalCore kapelám jako je například My Chemical Romance, Pierce the Veil a Falling in Reverse nebo také k sólovým umělcům jako je například Yungblud nebo mgk.

## Historie

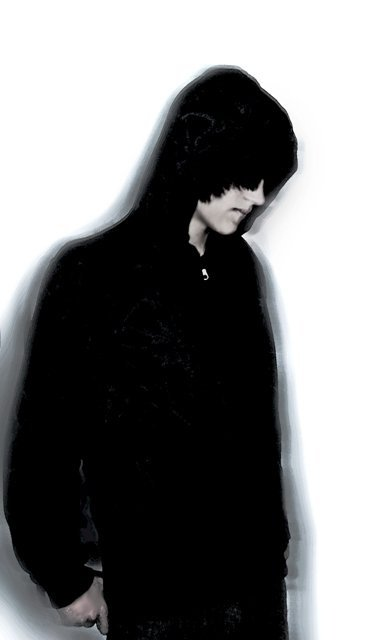
EmoCore, Emo boy

### Etymologie
Od poloviny osmdesátých let byl výraz emo používán výhradně pro hudební styl tehdejší washingtonské punkové scény. Když se hudba koncem devadesátých let dostala do povědomí širšího publika, začalo slovo nabývat dalších významů.
Původ výrazu samotného je nejasný. Jedním z nejrozšířenějších názorů je, že označení emo se poprvé objevilo v roce 1985 v rozhovoru s Ianem MacKayem (tehdejším členem skupiny Embrace) v časopise Flipside (číslo 47). Krátce nato se začal výraz emo (případně emo-core) používat jako zkratka z „emotive hardcore“ či „emotional hardcore“, stylu hudby, který v té době ovládal Washington, D.C.

### Dějiny emo hudby a stylu
Po roce 2000 začaly hudební skupiny jako Dashboard Confessional popularizovat dramatičtější a osobnější „emo“ styl, jehož texty daleko více oslovovaly mladistvé, poprvé zakoušející životní a vztahovou frustraci. Spolu s tím začala být hudba známější a „emo“ začalo být okolím používáno jako termín pro přehnané melodrama či ublíženost.
Když začala velká vydavatelství zařazovat skupiny jako „emo“, postupně se sjednotily i zpočátku různé styly jejich prezentace (Screamo, Emo, MetalCore).

## Móda a kultura

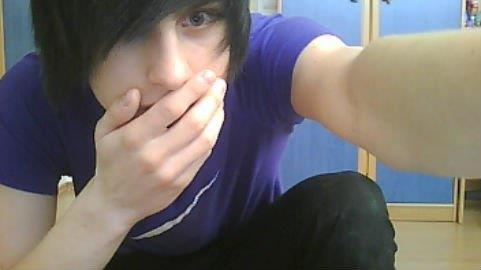
New Generation, Emo Boy

Móda vychází z punku, rocku a metalu, je doplněna výrazným barvením vlasů a při vhodných příležitostech také nepřehlédnutelným líčením okolo očí v temných odstínech (často i u mužů). Oblékají se rádi do khaki a černé barvy, které kombinují s jakoukoli barvou, nosí také nátepníky, náramky, pásky, lakují si nehty na černo a jejich účes bývá střižen tak, aby překrýval jedno oko.
Jako EMO jsou označovány dva různé styly oblékání tvrdý styl (EmoCore) a jemný styl (New Generation).[zdroj⁠?!] První vychází z „indie EMO“ scény devadesátých let, a má vazby na indie rock a punk rock.
Druhý populární styl je mixem stylů a vyznačuje se rovnými nebo natupírovanými vlasy (typicky černou, červenou, blond, růžovou nebo nějaký nepřirozený odstín tmavé nebo naopak výrazné barvy). Muži nosí upnuté kalhoty a ženy sukně.